# Праязык
Праязы́к (калька с нем. Ursprache), иногда протоязы́к — предполагаемый предковый язык, в древовидной модели исторической лингвистики, от которого, как считается, в процессе развития с образованием новой языковой семьи произошёл ряд существующих родственных языков. Праязыки обычно не поддаются прямому изучению или, в лучшем случае, исследуются частично, реконструируются с помощью сравнительно-исторического метода.
В метафоре семейного дерева праязык может называться материнским языком. Иногда употребляется немецкий термин Ursprache (от Ur- «изначальный, первоначальный, первобытный» и Sprache «язык», произношение: [ˈuːɐ̯ʃpʁaːxə] (слушать)о файле). Его также иногда называют общей или архаичной формой языка (например, прагерманский, пранорвежский — англ. Primitive Norse).
В строгом смысле, праязык — самый недавний общий предок языков данной языковой семьи, существовавший непосредственно перед тем, как он начал распадаться на подтверждённые дочерние языки. Поэтому такой язык эквивалентен предковому языку или языковой семье.
Группа языков (например, кластер диалектов), которые не считаются отдельными языками (по тем или иным причинам), также может быть описана как происходящая от единого праязыка.

## Определение и проверка
Как правило, праязык не может быть реконструирован достоверно и точно. Он представляет собой результат лингвистической реконструкции путём применения сравнительного метода к группе языков, обладающих сходными характеристиками. Полученная древовидная модель — результат изучения схожих особенностей языков и с допущением, что схожие черты языков возникли в результате происхождения от общего языка.
Сравнительный метод, представляющий собой процесс дедукции, начинается с набора характеристик, обнаруженных в зафиксированных языках. Если весь набор можно объяснить происхождением от праязыка, который должен содержать праформы всех признаков, то получившаяся филогенетическая древовидная модель, рассматривается как приемлемое объяснение и, согласно бритве Оккама, считается достаточной.
Ни одно древо, кроме самых маленьких его веток, не может считаться идеальным, отчасти потому, что языки также развиваются посредством горизонтального взаимообмена с другими ближайшими языками. Как правило, предпочтение отдаётся гипотезам с наибольшей степенью совместимости. Различия в согласованности должны быть объяснены различными применениями волновой модели. Степень полноты достигнутой реконструкции варьируется в зависимости от того, насколько полными являются известные особенности последующих языков и от формулировки особенностей языков лингвистами, работающими над ней. Не все особенности языков подходят для сравнительного метода. Например, лексические единицы, заимствованные из другого языка, не дают проверяемую филогению и, если их использовать, ухудшат совместимость. Получение правильного набора данных для сравнительного метода — важная задача в исторической лингвистике.
Примерами общепризнанных протоязыков являются праафразийский, праиндоевропейский, прауральский и прадравидский языки.
В ряде успешных случаев, использованных для подтверждения эффективности определённого метода и модели, можно проследить письменную историю, охватывающую несколько тысячелетий. Это позволяет детально изучить происхождение и развитие языков. Ранние дочерние языки и даже сам праязык могут быть зафиксированы в сохранившихся текстах. Примером этого является латынь, которая стала основой для романских языков, включая французский, итальянский, португальский, румынский, каталонский и испанский и др. Протосеверогерманский язык, предшественник современных скандинавских языков, хотя и фрагментарно, но зафиксирован в древних рунах. Современные индоарийские языки Индии произошли от ведийского санскрита или его близких диалектов, тексты которого передавались через устные и письменные традиции на протяжении многих веков, несмотря на отсутствие наиболее древних записей.
Первым, кто предложил систематическую реконструкцию неизвестного праязыка, был Август Шлейхер: в 1861 году им было проведено исследование праиндоевропейского языка.

## Терминология
В лингвистическом контексте приставка «пра-» обычно используется для обозначения предшественника группы языков. Этот предшественник является последним общим предком для группы языков, и его часто реконструируют при помощи сравнительно-исторического метода. Этот метод позволяет реконструировать язык на основе его потомков, как это было осуществлено в отношении праиндоевропейского, прагерманского и др. языков. Используется также приставка «до-», которая применяется для обозначения более ранней стадии развития языка. Эта стадия определяется методом внутренней реконструкции, когда исследователи анализируют изменения внутри одного языка, как в случае со старояпонским. Метод внутренней реконструкции также может быть применён к праязыку, что позволяет восстановить ещё более древнюю стадию языка, до… праязык, например, допраиндоевропейский язык.
Приставки «до-» и «пра-» часто применяются в лингвистике для обозначения стадий развития языка, которые не были зафиксированы и не связаны с процессами сравнительного или внутреннего лингвистического анализа. Например, приставка «до-» может использоваться для обозначения предполагаемого языкового субстрата, например, доиндоевропейского субстрата. Это видно на примере доиндоевропейских языков, которые, как предполагается, использовались в Европе и Южной Азии до распространения индоевропейских языков.
В языкознании, когда рассматривается развитие языка на протяжении истории, наиболее ранний из известных и хорошо документированных этапов часто получает «старо-» или «древне-», например, древнеанглийский, старояпонский или древнерусский языки. Этот термин применяется к форме языка, представленной в самых древних значимых текстах, например, древнеирландский и древнескандинавский. Однако у этих языков имелись и более ранние стадии развития, такие как праирландский или пранорвежский, которые известны только благодаря ограниченному числу фрагментарных свидетельств.

## Точность реконструкции
Не существует объективных критериев для оценки различных систем реконструкции, дающих разные варианты праязыка. Многие исследователи, занимающиеся лингвистической реконструкцией, согласны с тем, что традиционный сравнительный метод — «интуитивное действие».
Предвзятость исследователей относительно накопленных неявных знаний также может привести к ошибочным предположениям и чрезмерным обобщениям. Фредерик Кортландт в 1993 году отметил ряд случаев, когда подобные предубеждения по отношению к «природе языка» негативно сказывались на исследованиях в области исторической лингвистики. Лингвисты часто делают субъективные оценки относительно того, насколько «естественны» языковые изменения. Это приводит к тому, что их реконструкции языка часто смещены в сторону тех языковых типов, которые им наиболее известны. Такой исследователь оказывается ограниченным своей собственной лингвистической системой координат.
Появление волновой модели добавило новые вопросы в области лингвистической реконструкции, вызвав переоценку старых систем реконструкции и лишив праязык его «единого характера». Карл Бругман высказывал сомнение, что системы реконструкции смогут соответствовать реальности. Фердинанд де Соссюр полностью отверг ценность систем реконструкции.
Вопрос о природе праязыка остаётся до сих пор открытым в лингвистических кругах. Существует две основные точки зрения: одни исследователи придерживаются более реалистического подхода, а другие — абстракционистского. Например, исследования праиндоевропейского языка, хотя и имеют большие масштабы, сталкиваются с критикой из-за предполагаемых неточностей в реконструкции его фонематической системы. Существуют и альтернативные гипотезы, такие как глоттальная теория, но они не находят широкого признания в научном сообществе. Кроме того, некоторые учёные предложили использовать специальные индексы для представления спорных звуков, фонем. Отдельно стоят взгляды Эрика Пулграма и Юлиуса Покорного. Пулграм утверждает, что реконструкции праиндоевропейского языка представляют собой лишь теоретические модели без реального соответствия. Покорный считает, что термин «праиндоевропейский язык» является абстракцией и представляет собой систему изоглосс, связывающих различные диалекты, использовавшиеся различными племенами, из которых впоследствии сформировались известные исторически индоевропейские языки.
Николас Казанас пишет: «Первое заблуждение заключается в том, что сравнительный метод является „научным“ и может давать предсказания… Ещё одно заблуждение очень тонкое: это молчаливое предположение, что реконструированные формы реальны, и эксперты в этой воображаемой области обсуждают и спорят между собой, как если бы они были реальностью».